# إليزابيث موراي (رسام)
إليزابيث موراي (بالإنجليزية: Elizabeth Murray) (و. 1815 – 1882 م) هي رسامة، وكاتبة رحلات، وفنانة بريطانية، ولدت في لندن، توفيت في سانريمو، عن عمر يناهز 67 عاماً.